# Союзная прокуратура СФРЮ
Союзная прокуратура СФРЮ (сербохорв. Savezno javno tužiteljstvo SFRJ) — существовавший в 1974—1992 годах высший федеральный государственный орган Социалистической Федеративной Республики Югославия, который осуществлял функции по уголовному преследованию лиц, защите интересов общественных содружеств федерации и обеспечению конституционности и законности.
Союзная прокуратура была учреждена в 1974 году. В соответствии с Конституцией СФРЮ 1974 года органы прокуратуры Югославии входили в общую систему правосудия наряду с судами и адвокатурой.
Союзный прокурор и его заместители назначались на должность Скупщиной СФРЮ сроком на 8 лет, при этом одни и те же лица могли неоднократно переназначаться на указанные должности. В полномочия Союзного прокурора входило уголовное преследование по делам, отнесённым к компетенции республиканских и краевых прокуратур; участие в судебных заседаниях в Союзном суде СФРЮ; внесение в Конституционный суд СФРЮ предложений о проверке конституционности союзных законов и актов в сфере самоуправления. Указания Союзного прокурора являлись общеобязательными для республиканских и краевых прокуроров. В своей деятельности Союзная прокуратора была подотчётной Скупщине СФРЮ.